# Alfrico
Alfrico (antico inglese: Aelfric; X secolo – Abingdon, 16 novembre 1005) è stato un arcivescovo inglese, arcivescovo di Canterbury del tardo X secolo, prima di divenire arcivescovo fu abate presso la Cattedrale di St Albans, vescovo di Ramsbury e probabilmente anche abate di Abingdon. Dopo la sua elezione ad arcivescovo continuò a tenere anche il vescovado di Ramsbury fino alla morte avvenuta nel 1005. Controversa è la storia secondo cui egli apportò alcuni cambiamenti nel capitolo che portò i canonici secolari ad essere sostituiti dai monaci nel servizio della cattedrale. Nel testamento lasciò due navi a Etelredo II d'Inghilterra ed altre imbarcazioni ad altri legatari.

## I primi incarichi
Alfrico, di cui non si conosce la data di nascita, era figlio di un conte di Kent ed entrò nei monaci dell'abbazia di Abingdon nell'allora Berkshire, divenne probabilmente anche abate presso la stessa abbazia prima di divenire abate per l'abbazia di St.Albans nel 975. Alcuni storici non sono tuttavia concordi nel considerarlo abate di Abingdon infatti anche se la Historia Ecclesie Abbendonensis lo inserisce nella lista degli abati il suo nome non figura fra quelli registrati presso l'abbazia stessa. Un'indiretta corroborazione del suo essere stato abate deriva dalla rendita di un terreno intestata ad Alfrico, e non alla sua carica, mentre era arcivescovo e che era stata precedentemente e ingiustamente acquisita da Abingdon.

## L'arcivescovado
Quando Alfrico divenne vescovo suo fratello Leofric lo sostituì come abate, Alfrico divenne vescovo di Ramsbury fra il 991 e il 993 e probabilmente per qualche tempo detenne anche la carica di abate. Quando nel 995 divenne Arcivescovo di Canterbury fu trasferito con appropriata cerimonia, il 21 aprile di quell'anno, al Witan che si tenne ad Amesbury. Qui ricevette il permesso di Etelredo e di tutti i componenti del Witan per essere confermato arcivescovo. Alfrico non lasciò mai il vescovado di Ramsbury fino alla morte. La storia che vuole che suo fratello fosse stato il primo cui era stato offerto l'arcivescovado e che aveva rifiutato discende da un errore di Matteo Paris e gli storici tendono a considerarla falsa.
La nomina di Alfrico generò una certa costernazione da parte dei chierici del capitolo che mandarono due dei loro membri a Roma sperando di precedere Alfrico con l'intento di assicurare il posto a uno dei loro monaci. Papa Gregorio V comunque non volle nominare un candidato privo del permesso reale, permesso che quei monaci non avevano. Quando Alfrico giunse a Roma nel 997 era in possesso di tutto il necessario e gli venne conferito il pallio. In patria Alfrico fu anche testimone di alcuni dei miracoli di Edoardo il Martire presso l'abbazia di Shaftesbury aiutando il giovane re a raggiungere l'onore degli altari. La storia secondo la quale Alfrico introdusse i monaci entro il capitolo della Cattedrale di Canterbury al posto dei canonici secolari su ordine del papa è datata al tempo della Conquista normanna dell'Inghilterra e la sua veridicità non è chiara. Probabilmente Alfrico officiò le nozze fra Etelredo ed Emma di Normandia avvenuto nel 1002. Un'altra tradizione vuole che egli abbia investito un Vescovo di Llandaff e due vescovi di Saint David's. Il che, se fosse vero, significherebbe che la giurisdizione dell'arcivescovado si fosse estesa a nuovi territori.
Alfrico o il suo successore scrissero una lettera a Wulfsige, Vescovo di Sherborne circa i doveri di un vescovo necessari a che i laici non spogliassero le chiese. Nella lettera si esortava Wulsfige a che i laici cercassero la giustizia nei propri affari con gli altri, ad aiutare le vedove e gli orfani e non a guerreggiare fra di loro oltre che altri precetti morali.
Alfrico ordinò una  Life of Dunstan, Agiografia della vita di Dunstano di Canterbury.
Gli sono attribuiti i Canones ad Wulfinum episcopum, ma è spesso confuso con Alfrico il grammatico.
Alfrico agì anche come giudice reale e una volta fu chiamato dal re a giudicare un caso che vedeva coinvolti dei Thegn.

## La morte
Alfrico morì il 16 novembre 1005 e venne sepolto all'abbazia di Abingdon per essere poi spostato nella cattedrale di Canterbury. Nel testamento lasciò alcune navi alla gente del Kent e del Wiltshire mentre la meglio equipaggiata andò al re. Dopo la morte venne considerato santo e la festa fissata al giorno della morte.

## Letteratura
Alfrico è citato più volte con il nome di Elfric nel romanzo Fu sera e fu mattina di Ken Follett.